# Bristol Mercury

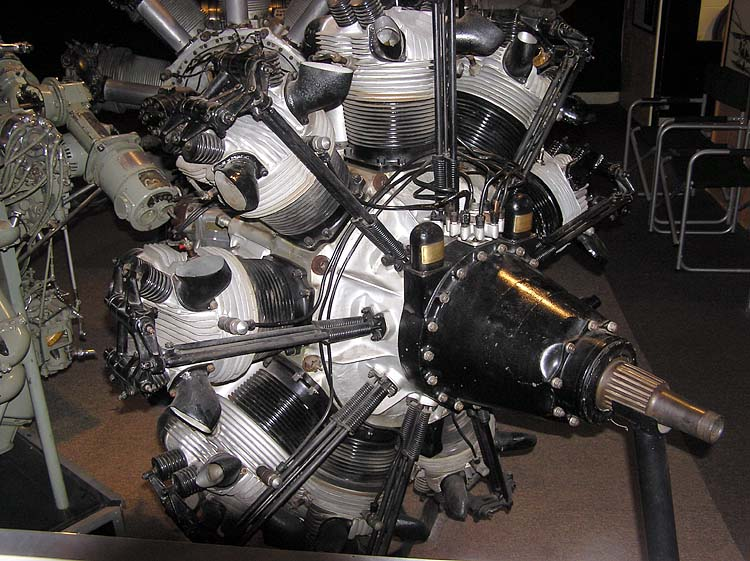
Bristol Mercury csillagmotor

A Bristol Mercury egy Nagy-Britanniában kifejlesztett egykoszorús, mechanikus felöltővel ellátott kilenc hengeres csillagmotor. Az 1930–1940-es évek több brit repülőgépén alkalmazták, licenc-változatát Lengyelországban és Svédországban is gyártották.

## Története
A motort a Bristol Aeroplane Company 1925-ben fejlesztette ki a Bristol Jupiter csillagmotor utódaként, tervezője Roy Fedden volt. Habár a motor iránt kezdetben nem volt komoly érdeklődés, a brit Légügyi Minisztérium mégis finanszírozta három prototípus megépítését, és a Mercury később ugyanolyan sikeres lett, mint elődje. A motorhoz felhasználták a Jupiter több részegységét, a hengerek löketét 25 mm-rel csökkentették. Az állandó üzemű feltöltő alkalmazásával ugyanakkor a kisebb hengerűrtartalom mellett nagyobb teljesítményt sikerült elérni. A Jupiterhez képest az üzemi fordulatszáma is magasabb volt, így reduktort kellett alkalmazni, ez viszont a tömegét növelte.

## Alkalmazása
A Mercuryt kisebb átmérője miatt főleg vadászrepülőgépekbe szánták. A Gloster Gaunlet, majd a Gloster Gladiator vadászrepülőgépekbe építették be. Habár a bombázó repülőgépekbe először a Mercurynál nagyobb Bristol Pegasus motorokat szerelték be, később, ahogy a Mercury újabb típusváltozatainak (XV és XX) a teljesítménye nőtt, a motor megjelent más feladatkörű repülőgépeken is, így például a Bristol Blenheim könnyű bombázón, vagy a Westland Lysander felderítő- és futárrepülőgépen. Nagy-Britannián kívül licenc alapján gyártotta a lengyel PZL és a svéd Nohab vállalat is. A lengyel gyártású változatot a PZL P.11 vadászrepülőgépen, a svéd változatot a svéd légierő Gloster Gladiator vadászrepülőgépein és a SAAB 17 zuhanóbombázón használták.

## Típusváltozatai
- Mercury VII – 625 kW (840 LE) maximális teljesítménnyel (2750 1/perc fordulatszámon);
- Mercury XV – 625 kW (840 LE) maximális teljesítménnyel (2750 1/perc fordulatszámon, 4270 m-es magasságon, 87-es oktánszámú repülőbenzinnel), 740 kW (995 LE) (2750 1/perc fordulatszámon, 2820 m-es magasságon, 100-as oktánszámú repülőbenzinnel);
- Mercury XX – 650 kW (870 LE) maximális teljesítménnyel (2650 1/perc fordulatszámon, 1370 m-es magasságon).

## Műszaki adatok (Mercury XV)
Általános adatok
- Típus: 9 hengeres, feltöltött, léghűtéses csillagmotor
- Szelepek: hengerenként 4 darab (2-2 szívó és kipufogó szelep)
- Keverékképzés: Claudel–Hobson karburátor, automatikus feltöltés- és keverékszabályozás
- Üzemanyag: 87 vagy 100-as oktánszámú repülőbenzin
- Feltöltő: mechanikus, egyfokozatú centrifugálkompresszor
- Kenési rendszer: olajteknő nélküli kialakítás, fogaskerekes kenőolaj-pumpa

Tömeg- és méretadatok
- Furat: 146 mm
- Löket: 165 mm
- Hengerűrtartalom: 24,9 l
- Száraz tömeg: 485 kg

Teljesítményadatok
- Maximális teljesítmény: 625 kW (840 LE) 87-es oktánszámú repülőbenzinnel, 740 kW (995 LE) 100-as oktánszámú repülőbenzinnel
- Kompresszióviszony: 7
- Fajlagos teljesítmény: 1,53 kW/kg
- Fajlagos üzemanyag-fogyasztás: 0,61 kg/kWh